# Губцево (Ярославская область)
Губцево — деревня в Ивняковском сельском поселении Ярославского района Ярославской области России.

## География
Расположена в 21,3 км от города Ярославля в окружении сельскохозяйственных полей. На севере находятся деревни Скоково, Петелино, Ченцы, Порошино, на юге — Бекренево, Ильино, на западе — Хуадянь-Тенинская ТЭЦ и полигон «Скоково».

## История
В 2006 году деревня вошла в состав Ивняковского сельского поселения образованного в результате слияния Ивняковского и Бекреневского сельсоветов.
В 2012-2014 годах территория деревни выросла за счёт земель, выделенных для строительства малоэтажных многоквартирных домов и объектов инфраструктуры.
В 2015 году было начато строительство микрорайона «Новый Ярославль». В 2017 году строительство приостановлено в связи с банкротством застройщика ООО «Руф Стайл Констракшен».

## Население
| 2007 | 2010 |
| ---- | ---- |
| 12   | ↘11  |

### Историческая численность населения
По состоянию на 1989 год в деревне проживало 26 человек.

### Национальный и гендерный состав
Согласно результатам переписи 2002 года, в национальной структуре населения русские составляли 100 % из 13 чел., из них 6 мужчин, 7 женщин.
Согласно результатам переписи 2010 года население составляют 4 мужчины и 7 женщин.

## Инфраструктура
Основа экономики — личное подсобное хозяйство. По состоянию на 2021 год большинство домов используется жителями для постоянного проживания и проживания в летний период. Вода добывается жителями из личных колодцев. Имеется таксофон (около дома №13).
Единственная улица — Центральная.
Почтовое отделение №150506, расположенное в деревне Бекренево, на март 2022 года обслуживает в деревне 29 домов.

## Транспорт
Расположена в 5,3 км от автодороги Р-132 «Золотое кольцо». До деревни идёт грунтовая дорога. Возможен проезд от Ленинградского проспекта города Ярославля по дороге через деревни Ченцы, Петелино, Скоково, Тенино.